# La columna rota
La columna rota es una obra de la pintora mexicana Frida Kahlo. Fue hecha en 1944 en óleo sobre tela montada en aglomerado de 40 x 30.7 centímetros y se conserva en el Museo Dolores Olmedo Patiño de la Ciudad de México.

## Descripción
La obra es un autorretrato de la autora semi desnuda, mostrada con una columna jónica fragmentada representando su columna vertebral, y un corsé ortopédico rodeándole el cuerpo. Le cubre de la cintura para abajo una sábana con movimiento y tiene decenas de clavos en el rostro y agujas en el cuerpo. Se muestra con el rostro girado hacia un lado y tiene lágrimas de color blanco saliendo de sus ojos, con claras muestras de dolor, ya que simbolizan el dolor y martirio que sufrió en ese tiempo.
El fondo es de una superficie agrietada de color verde y un horizonte azul.

## Contexto
La obra fue pintada por Kahlo después de ser operada quirúrgicamente de la columna vertebral debido a las lesiones que sufrió después del accidente de 1925, y tuvo que llevar en lo sucesivo un corsé de acero, que le provocaba intensos dolores.

## Interpretaciones
La obra es interpretada como un símbolo del dolor que sufría la autora en todo su cuerpo a consecuencia de sus lesiones. Los clavos fueron utilizados en la obra de Kahlo como un signo del dolor físico y de su relación constante con el mismo de manera estoica El rostro es mostrado con lágrimas pero sin expresiones de dolor, lo que significaría su determinación de afrontar su condición. La composición de la obra y el manto blanco harían énfasis en mostrar a la autora a la usanza de las imágenes de mártires cristianos, a Jesucristo en la resurrección o cubrir sus órganos debajo de la cadera en referencia a su imposibilidad de ser madre. El paisaje árido de fondo remitiría a la desolación y a la soledad que sentía la autora en ese momento.